# المجمع الطبي للقوات المسلحة بالمعادي
المجمع الطبي للقوات المسلحة بالمعادي أو مستشفى المعادي العسكري هو مستشفى عسكري مصري يتبع إدارة الخدمات الطبية للقوات المسلحة المصرية، يقع في حي المعادي جنوب العاصمة المصرية القاهرة على مساحة حوالي 83 فدان، تعود فكرة إنشاء مستشفى المعادي العسكري إلى سنة 1961 وافتتحت رسمياً سنة 1965، وظلت كذلك حتى سنة 2003 عندما تم تحويل المستشفى إلى المجمع الطبي للقوات المسلحة بالمعادي.
يعتبر ثاني أكبر المجمعات الطبية في مصر بعد المجمع الطبي للقوات المسلحة بكوبري القبة، إذ تبلغ السعة الاستيعابية للمجمع 1400 سرير، 217 وحدة عناية مركزة، و37 غرفة عمليات، ويستقبل المجمع أكثر من 220 ألف مريض سنوياً، وتجرى به حوالي 7000 عملية جراحية سنوياً، يحتوي المجمع على أربعة مستشفيات متخصصة هي مستشفي المعادي العسكري، مستشفي الأورام وأمراض الدم، مستشفي الكلي وزرع الكبد، ومستشفي الطب النفسي وعلاج الإدمان، ويضم كذلك العديد من العيادات الخارجية، وقسم خاص للطوارئ، وعدة مهابط مروحية، ويرأس المجمع لواء طبيب/ ياسر عبد العزيز عبد المجيد.

## المستشفيات والأقسام
يحتوي المجمع على أربعة مستشفيات تشمل 37 تخصص طبي هي:
مستشفي المعادي
تضم أقسام الروماتيزم، العصبية، الجلدية، التغذية، الأطفال، الجهاز الهضمي، الباطنة والصدر، القلب، الطوارئ، الأنف والأذن والحنجرة، الرمد، النساء والتوليد، الأسنان، المخ والأعصاب، العظام، الأوعية الدموية، التخدير، المعامل، العلاج الطبيعي، الأشعة التشخيصية، مكافحة العدوى، الجراحة العامة، والجراحة التكميلية.
مستشفي الأورام وأمراض الدم
تضم أقسام الطب النووي، علاج الأورام بالإشعاع، أمراض الدم وزرع النخاع العظمي، وبطانة أورام.
مستشفي الكلي وزرع الكبد
تضم أقسام أمراض الكلى، المسالك البولية، وزراعة الكبد وجراحة القنوات المرارية والبنكرياس.
مستشفي الطب النفسي وعلاج الإدمان
تضم أقسام الطب النفسي، وعلاج الإدمان.

## وصلات خارجية
- الموقع الرسمي